# Cratère Newberry
Pour les articles homonymes, voir Newberry.
Le cratère Newberry est un volcan endormi culminant à 2 435 mètres au pic Paulina dans le centre de l'Oregon, au Nord-Ouest des États-Unis. Son sommet est occupé par une large caldeira abritant deux vastes lacs. Il fait partie de la chaîne des Cascades. Il est classé monument national au sein de la forêt nationale de Deschutes. Ses coulées de lave, dont plusieurs ont moins de 12 000 ans, ont fourni de l'obsidienne pour la confection d'outils rudimentaires aux premiers autochtones. Le site est désormais prisé pour le tourisme.

## Toponymie
Le cratère Newberry est nommé en 1903 par le géologue Israel Cook Russell en hommage à un de ses prédécesseurs, John Strong Newberry, qui a exploré le centre de l'Oregon dans le cadre des Pacific Railroad Surveys en 1855,,. En revanche, le nom de pic Paulina demeure pour le point culminant du cratère, bien que le nom de mont Newberry ait été proposé.

## Géographie

### Situation
Le cratère Newberry se situe dans le Nord-Ouest des États-Unis, au centre de l'État de l'Oregon, dans le comté de Deschutes,. Il se trouve à une vingtaine de kilomètres à l'est de La Pine, une quarantaine de kilomètres au sud de Bend, 150 kilomètres à l'est de Eugene, tandis que Salem, la capitale de l'État, est à 200 kilomètres au nord-ouest et Portland, la ville la plus peuplée, est à près de 230 kilomètres au nord-nord-ouest. Les côtes de l'océan Pacifique se trouvent à 230 kilomètres à l'ouest. Le cratère Newberry s'élève dans la frange orientale de la chaîne des Cascades.

### Topographie et hydrologie

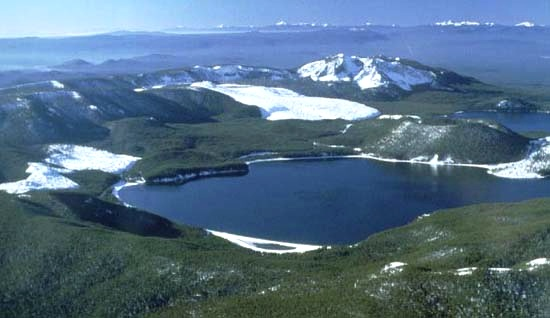
Vue aérienne du cratère Newberry depuis le nord-est, avec le pic Paulina au second plan, derrière la Big Obsidian Flow enneigée, et les crêtes des High Cascades en arrière-plan.

Le volcan couvre une superficie de 1 600 km2 et la caldeira mesure cinq à six kilomètres du nord au sud pour sept à huit kilomètres d'est en ouest,. Son point culminant, le pic Paulina, s'élève à 2 435 mètres d'altitude sur son rebord sud-ouest, tandis que le point le plus bas à l'intérieur de la caldeira est à 1 854 mètres d'altitude. Toutefois, il est occupé par les eaux du lac Paulina (en anglais : Paulina Lake), dont la surface de 620 hectares se situe à 1 930 mètres d'altitude et d'où s'échappe vers l'ouest, par une brèche dans le rebord de la caldeira, le Paulina Creek, affluent en rive droite de la rivière Deschutes,. Le fond de la caldeira est occupé par un second lac important, à l'est du précédent et vaste de 422 hectares : le lac East ; celui-ci est légèrement plus élevé (1 945 mètres) et moins profond (55 mètres). Dans la partie méridionale de la caldeira, le lac Lost (littéralement le « lac perdu ») est presque entièrement comblé par un des lobes de la coulée de lave dite Big Obsidian Flow. Une autre coulée de lave récente occupe le fond de la caldeira : Inter Lake Flow entre les deux lacs. Elle est dominée par le cône volcanique Central Pumice Cone d'une hauteur de 215 mètres environ. Les pentes extérieures du volcan sont recouvertes, principalement au nord et au sud, par près de 400 cônes de scories, dont un grand nombre a été baptisé,. La hauteur de culminance du pic Paulina est de 980 mètres ; le sommet plus élevé le plus proche est le mont Bachelor, à 46 kilomètres au nord-ouest, un autre volcan de l'arc volcanique des Cascades.

### Géologie

Schéma de la zone tectonique de la chaîne des Cascades.

L'arc volcanique des Cascades apparaît à l'aplomb de Cascadia, une zone de subduction formée 36 millions d'années AP par l'enfoncement d'un reliquat de la plaque Farallon, la plaque Juan de Fuca sous la plaque nord-américaine. L'activité volcanique diminue, entre 17 et 12 millions d'années BP, au cours du Miocène. Toutefois, avec la séparation simultanée de la plaque Explorer et l'épaississement de la zone de subduction, l'angle du plan de Wadati-Benioff augmente. Les frictions deviennent plus intenses, le relief s'accroît et le volcanisme reprend entre 7 et 5 millions d'années AP, au début du Pliocène,,. Le volcanisme apparaît dans la zone entre 730 000 et 500 000 ans.
L'émission initiale de basalte et d'andésite basaltique sous forme de coulées de lave dicte la mise en place d'une structure en forme de volcan bouclier,,, d'un volume actuel de 450 km3. Toutefois, avec le temps, un mode de volcanisme bimodal apparaît, avec des émissions de magma alternativement plus riches en silice. Bien que du basalte continue à être émis par épisodes, les roches adoptent une composition progressivement andésitique, puis dacitique et finalement rhyolitique,. L'hypothèse la plus répandue veut qu'un réservoir de magma de nature rhyolitique migre depuis dix millions d'années depuis le sud-est à travers une zone de fractures dans la croûte terrestre associée à la faille de Brothers,,,,. Des dômes de lave se mettent en place, des cendres et des téphras sont émis sous forme de nuées ardente. La caldeira s'ouvre entre 500 000 à 300 000 ans AP, et se creuse au cours de deux à trois nouveaux épisodes éruptifs jusqu'à 75 000 ans AP. Parallèlement, des tunnels de lave pāhoehoe se forment sur le versant septentrional : tunnels de Horse Lava, d'Arnold Lava et de Lava Top Butte,. Les éruptions qui se produisent à la fin du Pléistocène supérieur et au cours de l'Holocène comblent partiellement le fond de la caldeira. La présence de sources chaudes indique que le volcan n'est qu'endormi.

### Faune et flore
Le cratère Newberry forme une enclave appartenant à l'écorégion des forêts de montagne des crêtes des Cascades. De vastes forêts à base de Pruche subalpine (Tsuga mertensiana), de Sapin gracieux (Abies amabilis) et de Sapin subalpin (Abies lasiocarpa), avec le Sapin de Vancouver (Abies grandis), le Sapin noble (Abies procera), le Pin d'Oregon (Pseudotsuga menziesii), l'Épinette d'Engelmann (Picea engelmannii) et le Pin tordu (Pinus contorta) y poussent. En sous-bois, on retrouve l'Érable circiné (Acer circinatum) et des espèces de rhododendrons, mais aussi la Xérophylle tenace ou herbe d'ours (Xerophyllum tenax), la Linnée boréale (Linnaea borealis) et la Gaulthérie couchée (Gaultheria procumbens). Les prairies d'altitude supportent le Saule herbacé (Salix herbacea), la Canche cespiteuse (Deschampsia cespitosa) et des espèces de Cyperaceae.
La présence de l'Ours noir (Ursus americanus) est régulièrement reportée à l'intérieur de la caldeira.

## Histoire
Six épisodes éruptifs majeurs se sont produits depuis la fin du Pléistocène supérieur et le début de l'Holocène ; quatre sont de nature rhyolitique, au sein de la caldeira, et deux de nature basaltique, sur à partir de cônes de scories sur les versants extérieurs du volcan. Vers 12 000 ans AP, l'épisode de South Obsidian émet un dôme et des coulées d'obsidienne dans les parties sud et est de la caldeira. Vers 11 200 ans AP, l'épisode d'East Rim produit des cendres, des éjectas et des coulées de lave depuis une fissure dans le rebord oriental de la caldeira. Vers 7 300 ans AP, au cours de l'épisode d'Interlake qui dure probablement deux siècles, une éruption phréato-magmatique éjecte des ponces et des coulées d'obsidienne. Vers 7 000 ans AP, l'épisode de Northwest Rift voit émerger pendant cinquante ans environ des cônes qui produisent des coulées d'andésite basaltique, parfois longues de neuf kilomètres, depuis des fissures sur le versant nord-ouest et, dans une moindre mesure, sur le versant sud, ainsi que des panaches de cendre dans le rebord septentrional de la caldeira. Vers 3 500 ans AP, l'épisode du lac East émet de l'obsidienne et des ponces au sud du lac. Enfin, vers 1 470 ans AP, soit au VIIe siècle de notre ère, l'épisode de Big Obsidian produit des téphras, qui recouvrent le versant oriental du volcan, puis des cendres qui retombent dans le lac Paulina, et enfin de l'obsidienne, sur une superficie de 2,8 km2, depuis le rebord méridional de la caldeira,,
Malgré ça, le cratère Newberry est fréquenté par l'homme depuis 10 000 ans. Il y prélève l'obsidienne afin de confectionner des outils en pierre et des armes. Des carrières et des campements vieux de près de 9 000 ans ont été retrouvés sur la rive occidentale du lac Paulina,.
Le 16 novembre 1826, Peter Skene Ogden, en pratiquant le commerce de fourrures, découvre le cratère Newberry et ses deux lacs mais n'a pas conscience de se trouver au sein d'une caldeira volcanique. Deux décennies plus tard, John Charles Frémont explore à son tour la région. En 1855, l'expédition de Robert S. Williamson et Henry Larcom Abbot recense l'existence du Paulina Creek qui trouve sa source au cratère Newberry.
Au cours des années 1960, les astronautes du programme Apollo s'entraînent dans le cratère Newberry, dont la géomorphologie ressemble par certains aspects à celle de la Lune.
En 1981, des études géothermiques permettent d'enregistrer les plus hautes températures de la chaîne des Cascades avec 265 °C à 932 mètres sous la surface de la caldeira, que seul le Medicine Lake détrône onze ans plus tard.

## Activités

### Randonnée et ascension
Le cratère Newberry est accessible depuis l'ouest par la route 21, longue de 21 kilomètres, qui démarre au nord de La Pine, entre dans la caldeira au niveau de l'exutoire du lac Paulina et se prolonge jusqu'au camp du lac East. Avant d'accéder à l'intérieur de la caldeira, il est possible de quitter cette route en direction du sud pour se rendre au pic Paulina, en suivant une piste gravillonnée (NF-500) ouverte l'été aux voitures et vélos. Le sommet est aussi accessible en randonnée pédestre depuis un sentier sur le versant sud-ouest. Un autre sentier, peu fréquenté, longe le pourtour de la caldeira. Il est possible de ressortir du cratère par le réseau de routes forestières NF-21/2125/2127,. Il existe sept sites de camping autour des deux lacs principaux et quelques refuges parsèment le cratère,. Il existe plusieurs itinéraires de ski de randonnée pour se rendre au sommet du pic Paulina et du pic Paulina septentrional ; ils sont pour la plupart longs de dix à treize kilomètres et offrent un dénivelé de 450 à 600 mètres sans difficulté particulière.

### Protection environnementale
Le cratère Newberry est reconnu National Natural Landmark en 1976. Le Newberry National Volcanic Monument est créé le 5 novembre 1990 ; il est centré sur la caldeira et les pentes supérieures du cratère Newberry, ainsi qu'une grande partie de ses coulées de lave jusqu'à Lava Butte, pour une superficie totale de 222 km2. Il est géré par le Service des forêts des États-Unis au sein de la forêt nationale de Deschutes qui a été créée en 1908 et couvre 6 462 km2.

### Évaluation et prévention des risques
Un réveil du cratère Newberry entraînerait une éruption volcanique probablement similaire à celles qui se sont produites au cours des derniers millénaires. C'est pourquoi il est difficile de prévoir son intensité, puisqu'elle pourrait aussi bien produire des coulées de lave effusives depuis ses flancs que des nuées ardentes depuis la caldeira. Cet aléa exige donc un suivi de l'activité volcanique. Ainsi, des mesures topographiques ont été réalisées dès 1931, puis en 1985-1986 et 1994 afin de déterminer les déformations du terrain. Le premier sismographe est installé en 1987. En 2002 et en 2009, des mesures GPS mobiles sont réalisées pour la première fois en 27 points différents. Finalement, en 2011, un réseau fixe de huit stations sismographiques et GPS permanentes est mis en place. Dans les six mois qui suivent, seul un séisme est enregistré et aucune déformation anormalement élevée n'est mise en évidence.

### Centrale géothermique
En 2024, la société privée Mazama Energy (AltaRock Energy) lance des tests géothermiques (générateurs de séismes de magnitude 2,5) dans le cadre d'une étude préliminaire pour la construction d'une centrale géothermique sur le site. Des expériences similaires ont déjà été menées en 2012 et 2014. L'équipe chargée de l'étude annonce que les séismes engendrés n'ont pas d'impact sur le système volcanique local. Le projet est une nouveauté : contrairement aux centrales géothermiques qui utilisent l'eau déjà présente sur le site pour créer des vapeurs alimentant des turbines, le projet de centrale géothermique de Newberry consiste à apporter l'eau d'un autre site pour le déposer dans un réservoir artificiel à près de 300 °C à 1 000 mètres sous terre, et de créer une boucle fermée d'évaporation, captation et retour dans le réservoir de l'eau.